# أبو زيان الثاني
 أبو زيان الثاني  سلطان الدولة الزيانية الثاني عشر بتلمسان حكم من 1394 إلى 1399.

## اسمه ونسبه
أبو زيان محمد بن أبي حمو موسى بن أبي يعقوب يوسف بن أبي زيد عبد الرحمن بن أبي زكريا يحي بن يغمراسن بن زيان العبدوادي الزناتي.

## حكمه
بويع بتلمسان غرة ربيع الثاني سنة 796 هـ الموافق للثالث من فبراير سنة 1394 م، بعد أن دخلها منتصرا بجيش بني مرين الذي هزم أخاه السلطان أبي الحجاج يوسف واعتصام هذا الأخير بحصن تاحجموت ثم فراره بعد ذلك إلى بني عامر أين تم اغتياله من طرف أتباع أبي زيان. وكان في عهد أبيه واليا على المدية ونواحيها، ثم نقله واليا على وهران وأعمالها.
تميز عهد أبي زيان الثاني بالاستقرار السياسي وعودة النشاط العلمي والأدبي ومظاهر الحياة الحضارية إلى تلمسان، بعد الاضطرابات التي عرفتها المدينة منذ مقتل السلطان أبي حمو الثاني. وتميز السلطان أبو زيان الثاني بتفوقه في العلم والأدب ونظم الشعر. وكان يتمتع بخصال والده السلطان أبي حمو في المجال الأدبي والشعري.من آثاره الشعرية قصديته التي مطلعها:
إلى أن يقول
ثم يقول في بيت آخر
و هي قصيدة لطيفة نظهما في مدح سلطان مصر الظاهر أبي سعيد برقوق وأرفقها بهديته إليه مع وفد الحجاج بعد إرسال هذا الأخير هدية إلى سلاطين بلاد المغرب الثلاثة بتونس وتلمسان وفاس بمشورة عبد الرحمن بن خلدون الذي كان مقيما بالقاهرة.

كما أنه كان خطاطا نسخ بخط يده القرآن الكريم وصحيح البخاري وكتاب الشفا للقاضي عياض.

و تحتفظ الخزانة العامة بالرباط بالمغرب بأحد هذه المصاحف تحت رقم د 1330. «مكتوب بخط مغربي جميل، على رق غزال، ومحلى بالذهب عند أول كل سورة، وعلى رأس كل آية، وجميع ما فيه من أسماء الله الحسنى مكتوب بالذهب، وهو بخط أمير المسلمين أبي زيان كتبه بحاضرة تلمسان سنة 801 هـ».

و من آثاره الأدبية كتاب في التصوف عنوانه «الإشارة في حكم العقل بين النفس المطمئنة والنفس الأمارة».

و أعاد إلى تلمسان الاحتفالات البهيجة بالمولد النبوي الشريف كما كانت عادة أبيه وأسلافة، وكان كبار الشعراء يجتمعون فيها لإلقاء القصائد وإنشاد المولديات في ذكر السيرة النبوية والشمائل المحمدية ومدح السلطان، مثل شاعر حضرة بني زيان محمد بن يوسف الثغري والذي من قصيدته:

## نهاية حكمه ووفاته
في سنة 801 هـ 1399 م، ثار عليه أخوه أبو محمد عبد الله بن أبي حمو الثاني بتحريض ومساندة من بني مرين والكثير من قبائل المغرب الأوسط، فحاصره بتلمسان ففر منها وانتهى ملكه وتوجه إلى المنطقة الشرقية من الدولة، «و هو يتقلب في العرب والبربر من فئة إلى فئة» طلبا للنصرة لاسترداد عرشه وظل هلى هذه الحال أربع سنوات إلى أن دس له بنو مرين رجلا يدعى محمد بن مسعود الوعزاني فتقرب إليه وتظاهر بخدمته في بيته إلى أن سنحت له الفرصة باغتياله سنة 805 هـ 1402 م.